# Az Buki
 (juillet 2018).
 (août 2016).
Аz Buki – la Maison nationale d’édition auprès du ministère bulgare de l’Éducation et des Sciences émane des publications reflétant la politique bulgare dans le domaine de l’éducation et de la science. 
Elle publie un hebdomadaire, Az-buki et neuf revues scientifiques destinées à toute personne s’intéressant aux problèmes de l’éducation et de la science. Le directeur de la maison d’édition est Nadia Kantareva-Baruh.

## Journal hebdomadaire
Le début date d'il y a 120 ans lorsque le journal Vue scolaire voit le jour. C’est la première édition officielle bulgare du Ministère de l’éducation, sur les problèmes de l’enseignement.
Aujourd’hui[Quand ?] l’hebdomadaire est distribué uniquement sur abonnement. Sa mission est d’être l’expression des politiques dans des domaines reconnus d’une grande utilité publique - l’éducation et les sciences. 

## Revues scientifiques
Les revues scientifiques et méthodologiques éditées par la Maison d’édition publient des textes originaux et inédits rédigés en bulgare et en anglais - des articles, des annonces scientifiques, des critiques, des chroniques consacrés aux langues et au système éducatif. Les auteurs sont des professeurs des écoles, des collèges et des universités, ainsi que des chercheurs sur les problèmes de l’éducation. 
La première revue scientifique bulgare intitulée Éducation populaire parait en 1928. Son éditeur est alors Todor Samodoumov qui, vingt ans plus tard, deviendra le fondateur de l’Union des scientifiques bulgares. Il est également Président de l’Union des enseignants, et académicien de l’Académie bulgare des sciences. Les premières revues scientifiques Histoire, Mathématiques, Langue et littérature bulgare, voient le jour en 1958.
De nos jours les neuf revues sont intégrées dans les systèmes Scopus, ERIH PLUS, CEEOL, Google Scholar, Primo (Ex Libris), Summon (ProQuest), Sociological Abstracts; ИНИОН – РАН; EBSCOhost, Philosophy Documentation Center.
La revue Langue et littérature bulgare est incluse dans la base de données EBSCOhost et fait partie de la Liste de revues scientifiques de ERIH PLUS. La revue Histoire est incluse dans la base de données EBSCOhost et fait partie de la Liste de revues scientifiques de ERIH PLUS. La revue Pédagogie est incluse dans la base de données EBSCOhost et fait partie de la Liste de revues scientifiques de ERIH PLUS. La revue Mathématiques et technologies informatiques  est incluse dans la base de données EBSCOhost et fait partie de la Liste de revues scientifiques de ERIH PLUS.
La revue Sciences naturelles est intégrée dans les systèmes CHEMICAL ABSTRACTS et SCOPUS. La revue Enseignement professionnel, est incluse dans la base de données EBSCOhost Research Databases et fait partie de la Liste de revues scientifiques de ERIH PLUS. La revue Philosophie est incluse dans la base de données EBSCOhost et fait partie de la Liste de revus scientifiques de ERIH PLUS.
La revue Enseignement des langues étrangères est incluse dans la base de données EBSCOhost et fait partie de la Liste de revus scientifiques de ERIH PLUS. La revue Stratégie des politiques dans le domaine de l’éducation et des sciences, est incluse dans la base de données EBSCOhost Research Databases, Sociological Abstracts, Social Services Abstracts, Worldwide Political Science Abstracts, Pais International and Linguistic et Language Behavior Abstracts. Elle fait partie de la Liste de revues scientifiques de ERIH PLUS.

## Projets
Az-buki est en étroite collaboration avec plusieurs institutions publiques et internationales. Ses partenaires sont le Fond Recherches scientifiques, la Municipalité de Sofia, l’Association des Bulgares à l’étranger, l’Association des écoles bulgares à l’étranger, etc.
Az-buki participe constamment à des initiatives et des manifestations liées au développement de l’éducation et de la culture.